# Чемпіонат Швейцарії з хокею 1924
Чемпіонат Швейцарії з хокею 1924 — 14-й чемпіонат Швейцарії з хокею, чемпіоном став вдруге «Розей» (Гштаад).

## Схід
| 26 грудня 1923 року |     |            |  |
| «Санкт-Моріц»       | 4:3 | ХК «Давос» |  |
|                     |     |            |  |

«Санкт-Моріц» вийшов до фіналу.

## Захід
| 13 січня 1924 року |     |               |  |
| «Розей» (Гштаад)   | 7:3 | «Шато де-Окс» |  |
|                    |     |               |  |

«Розей» (Гштаад) вийшов до фіналу.

## Фінал
| 26 січня 1924 року |     |               |  |
| «Розей» (Гштаад)   | 3:0 | «Санкт-Моріц» |  |
|                    |     |               |  |